# Grenzstein (Ossig)
Der Grenzstein bei Ossig ist ein denkmalgeschützter Grenzstein auf dem Gebiet des Ortsteiles Ossig der Gemeinde Gutenborn in Sachsen-Anhalt. Im örtlichen Denkmalverzeichnis ist der Grenzstein unter der Erfassungsnummer 094 66219 als Kleindenkmal verzeichnet.
Bei dem Grenzstein von Ossig, nahe Droßdorfer Straße 52, handelt es sich um eine alte Grenzmarkierung. An dieser Stelle verlief ab 1815 die historische Landesgrenze zwischen dem Königreich Preußen und dem Königreich Sachsen. Der Grenzstein von Ossig ist der einzige bisher gefundene Grenzstein im Gebiet um Zeitz und steht seit 2017 unter Denkmalschutz.